# Museo d'arte di palazzo Gavotti
Il Museo d'arte di Palazzo Gavotti è un museo di Savona, che ha sede nel seicentesco Palazzo Gavotti, un tempo sede del municipio, situato in piazza Chabrol, nel cuore del centro storico.
Il museo è costituito dalla Pinacoteca civica di Savona, dalle opere della "Fondazione museo di arte contemporanea Milena Milani in memoria di Carlo Cardazzo" e dal Museo della ceramica.

## Pinacoteca civica di Savona
È costituita da una ricca raccolta di opere d'arte comprendente dipinti, sculture, fra cui capolavori del Rinascimento, grandi pale seicentesche, maioliche bianco-blu e ceramiche. La collezione ospita opere di Taddeo di Bartolo (Madonna con Bambino, quattro angeli e donatori), Giovanni Mazone (Cristo in croce tra le Marie e san Giovanni Evangelista); Donato de' Bardi (Crocifissione); Vincenzo Foppa (pala Fornari), Gioacchino Assereto (La tunica di Giuseppe mostrata a Giacobbe), Giovanni Andrea De Ferrari, Orazio De Ferrari, Giovanni Battista Carlone, Domenico Piola (Cristo appare a san Giovanni); oltre ad opere di Giovanni Stefano Robatto, Bartolomeo Guidobono, Carlo Giuseppe Ratti, Giuseppe Frascheri.

Il percorso espositivo si snoda con una grande sala ospita la Crocifissione di Donato de' Bardi (1426), una sala è dedicata ai dipinti riguardanti la Liguria e il savonese (fra gli autori esposti si ricorda Michele Cascella) mentre un'altra sala propone opere della Fondazione Cassa di risparmio di Savona, con opere di Emilio Scanavino, Piero Dorazio, Asger Jorn, Wifredo Lam, Farfa e Agenore Fabbri.

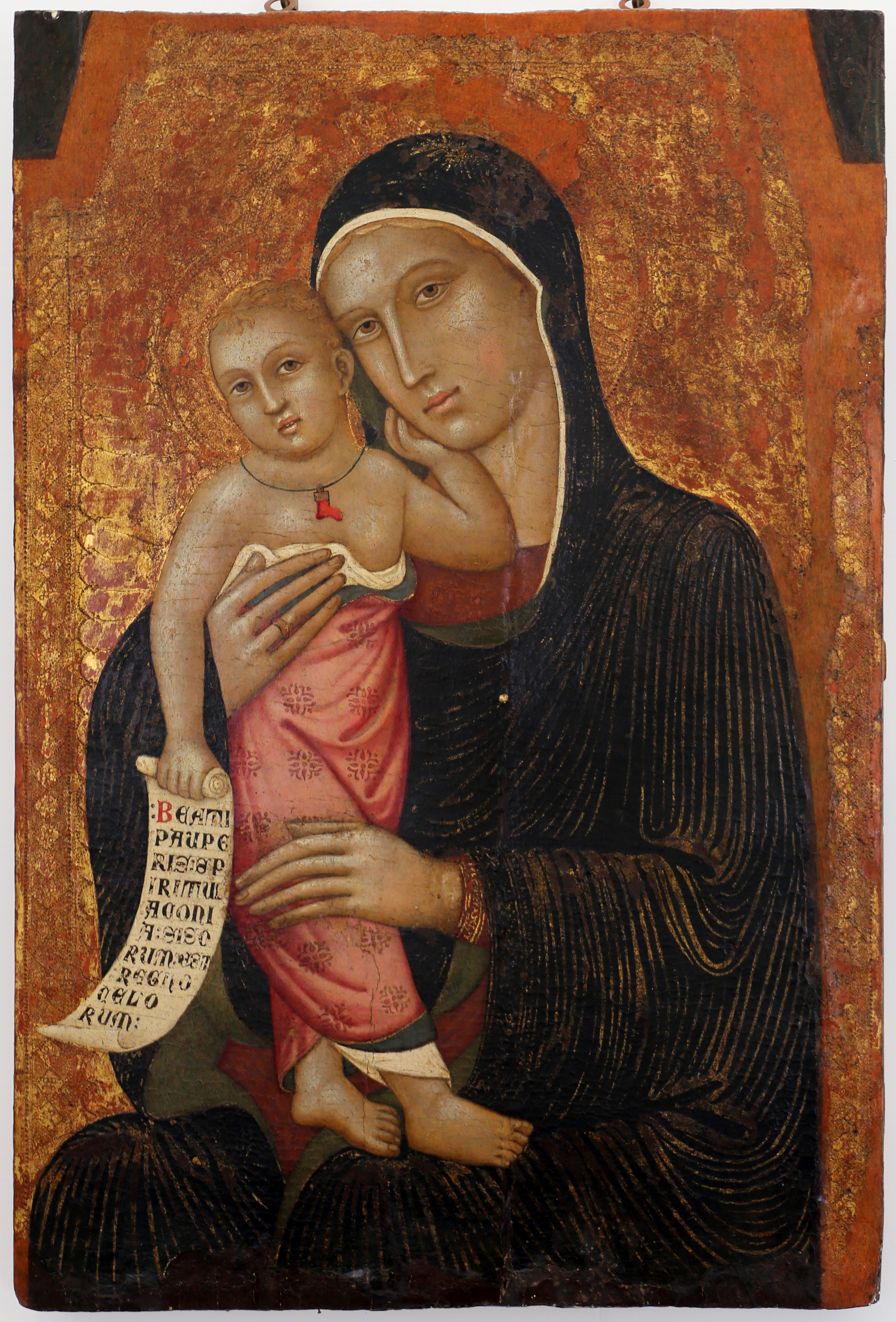
Niccolò da Voltri (seguace), Madonna col bambino, 1350-1400 ca
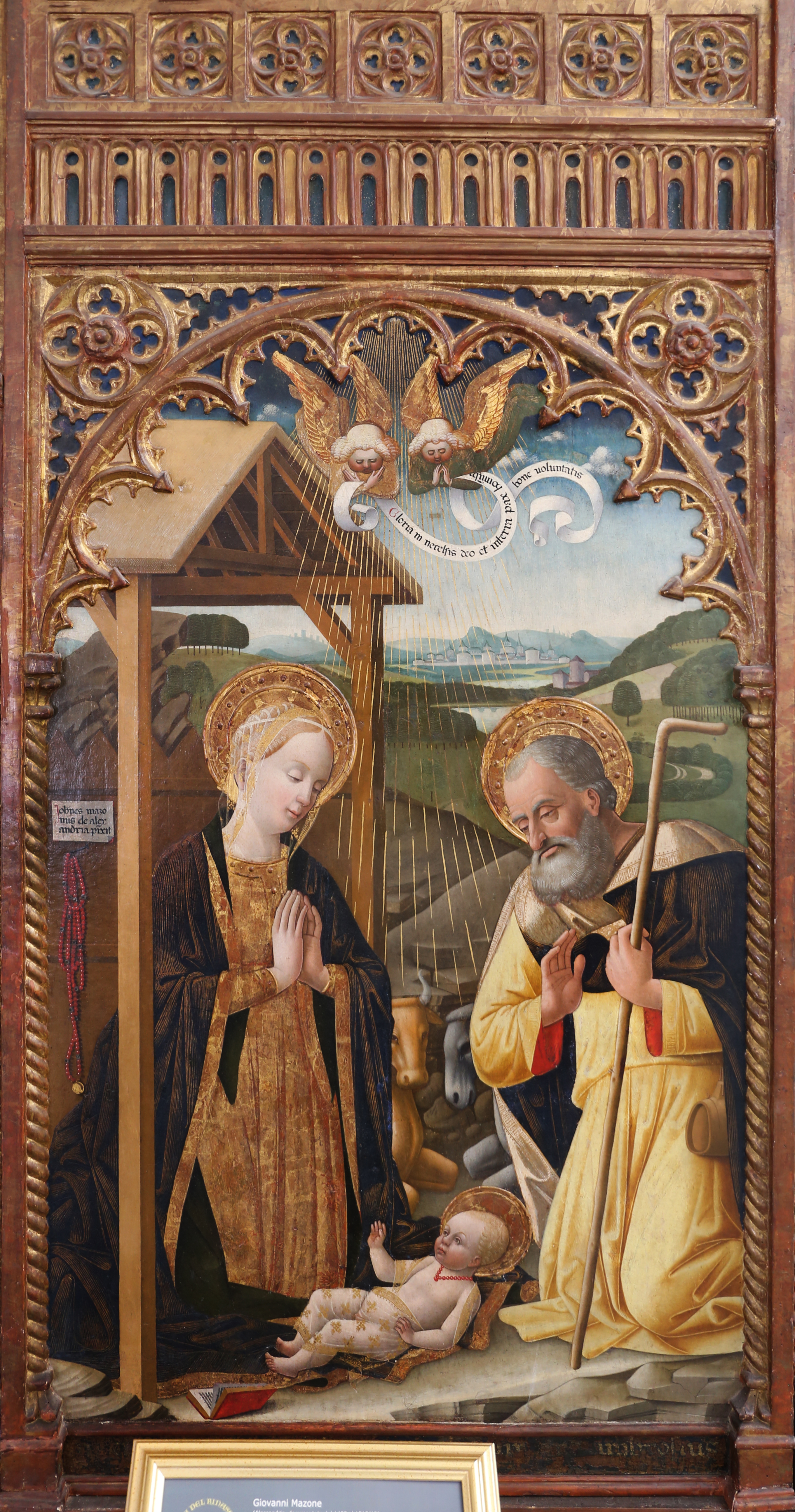
Giovanni Mazone, Polittico della natività e santi, 1473-75 ca
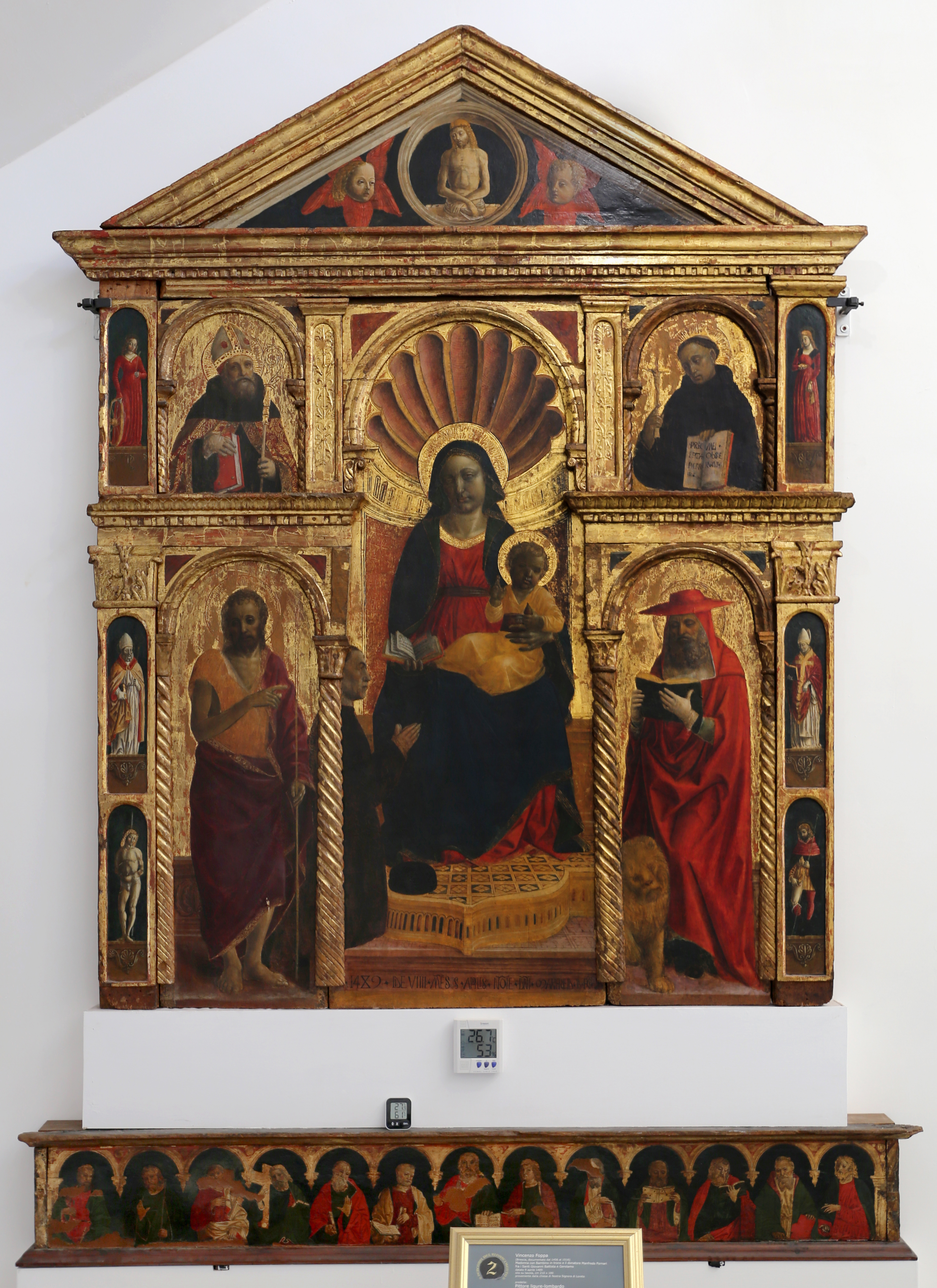
Vincenzo Foppa, Polittico Fornari, 1489
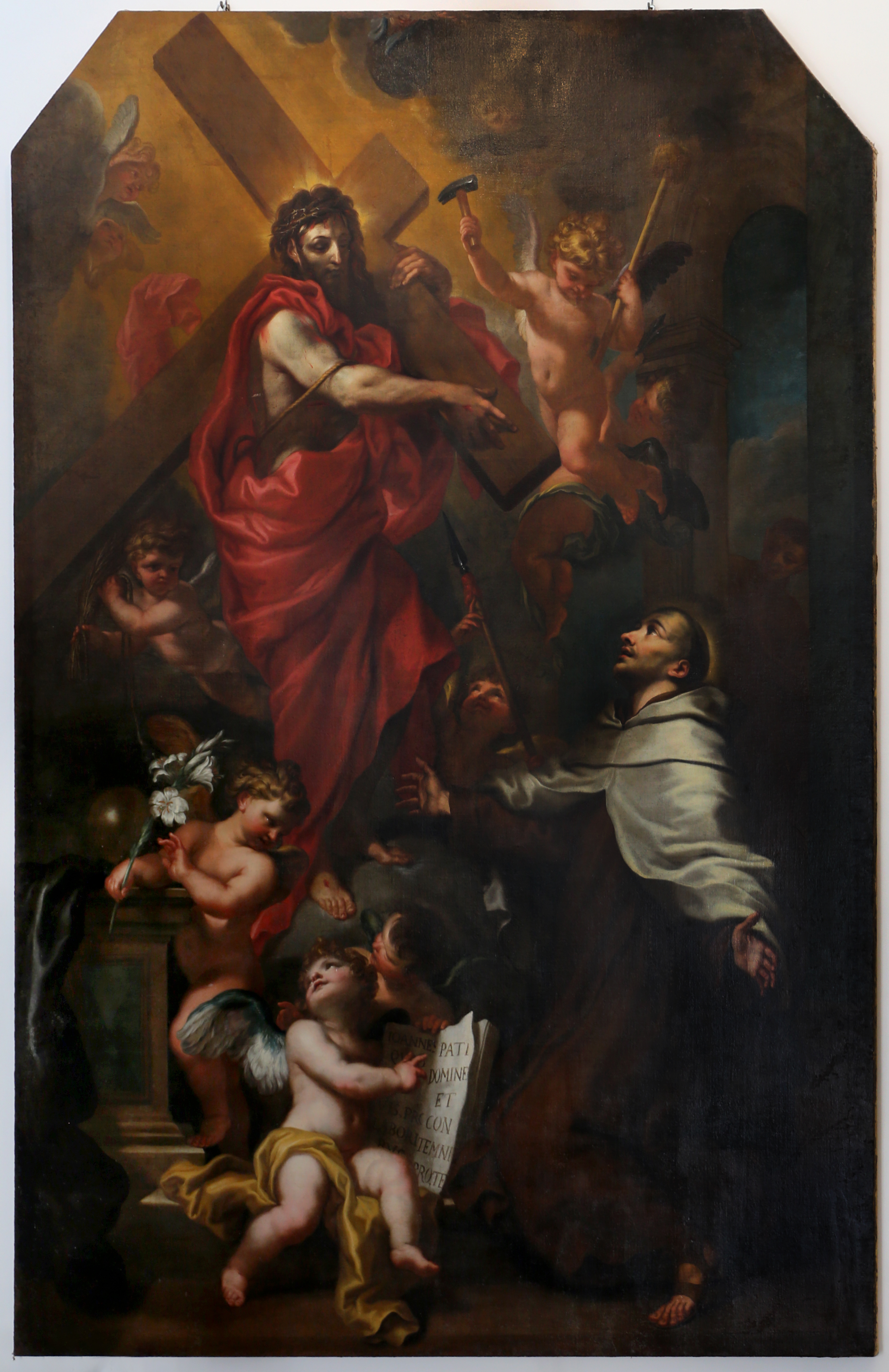
Domenico Piola, Cristo appare a san Giovanni della Croce
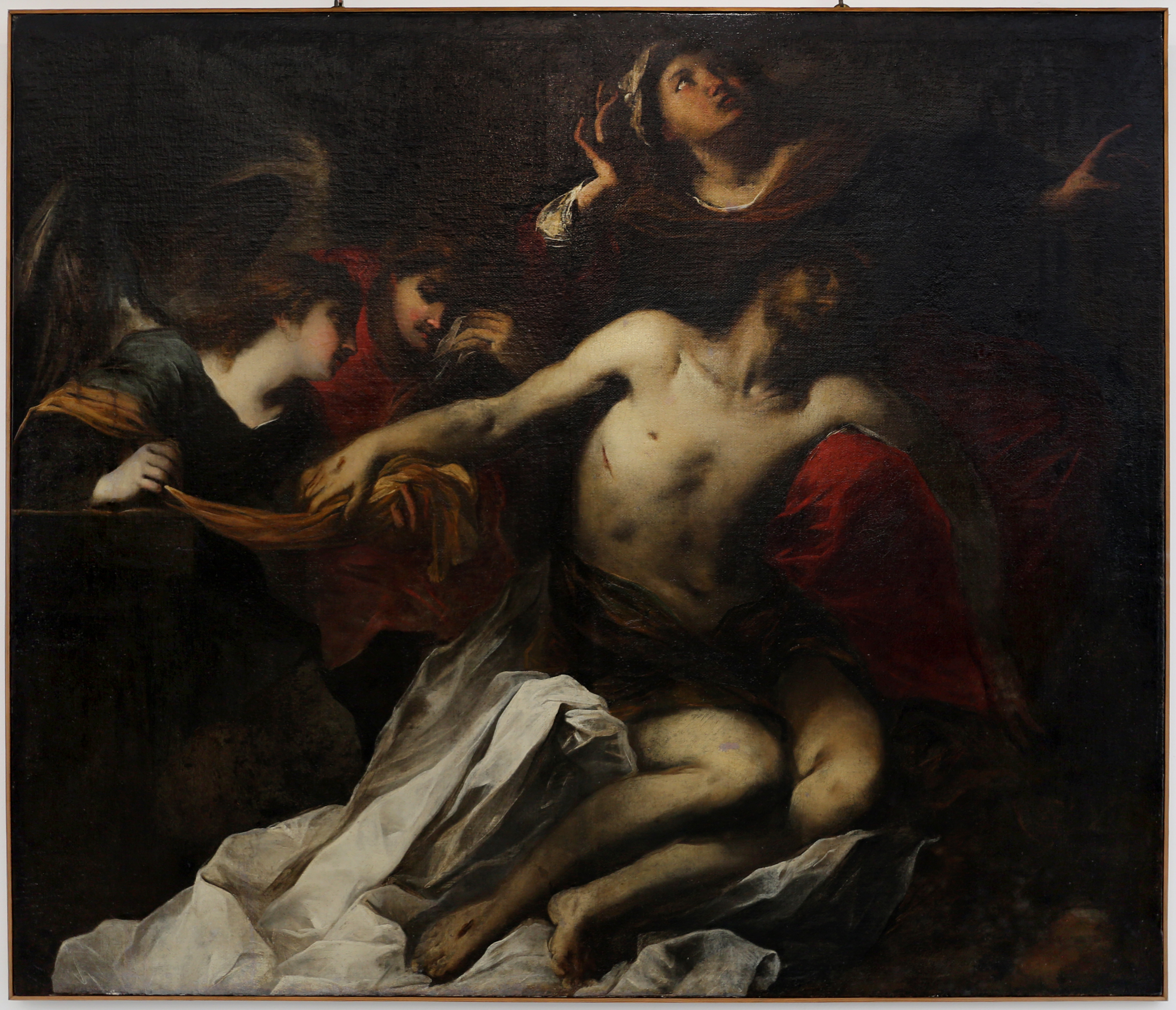
Valerio Castello, Pietà
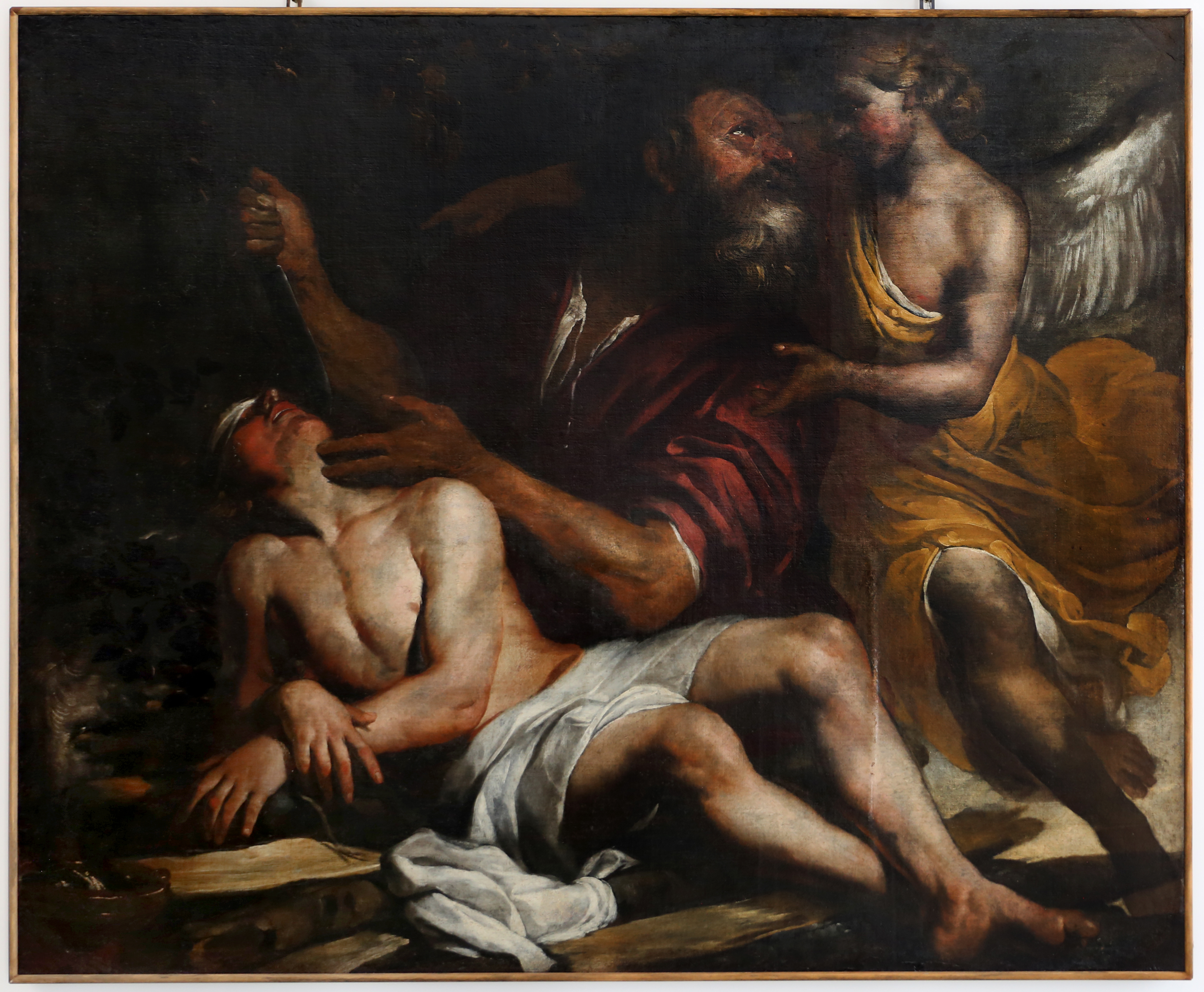
Orazio de Ferrari, Sacrificio di Isacco, 1625-50 ca

## Opere della "Fondazione museo di arte contemporanea Milena Milani in memoria di Carlo Cardazzo"
La raccolta è costituita da una selezione di arte contemporanea internazionale, con opere di Hans Arp, Victor Brauner, Alexander Calder, Massimo Campigli, Giuseppe Capogrossi, Giorgio de Chirico, Paul Delvaux, Filippo de Pisis, Jean Dubuffet, Lucio Fontana, Franco Gentilini, Asger Jorn, René Magritte, George Mathieu, Joan Miró, Pablo Picasso, Man Ray, Cy Twombly.

## Museo della ceramica
È situato nell'adiacente palazzo del Monte di Pietà, ospita oltre sei secoli di storia della ceramica ligure, in particolare savonese e albisolese, con un migliaio di opere, dal XV secolo al contemporaneo.